# Degrees of Truth
I Degrees of Truth sono un gruppo musicale italiano di metal sinfonico progressive formatosi nel 2014.

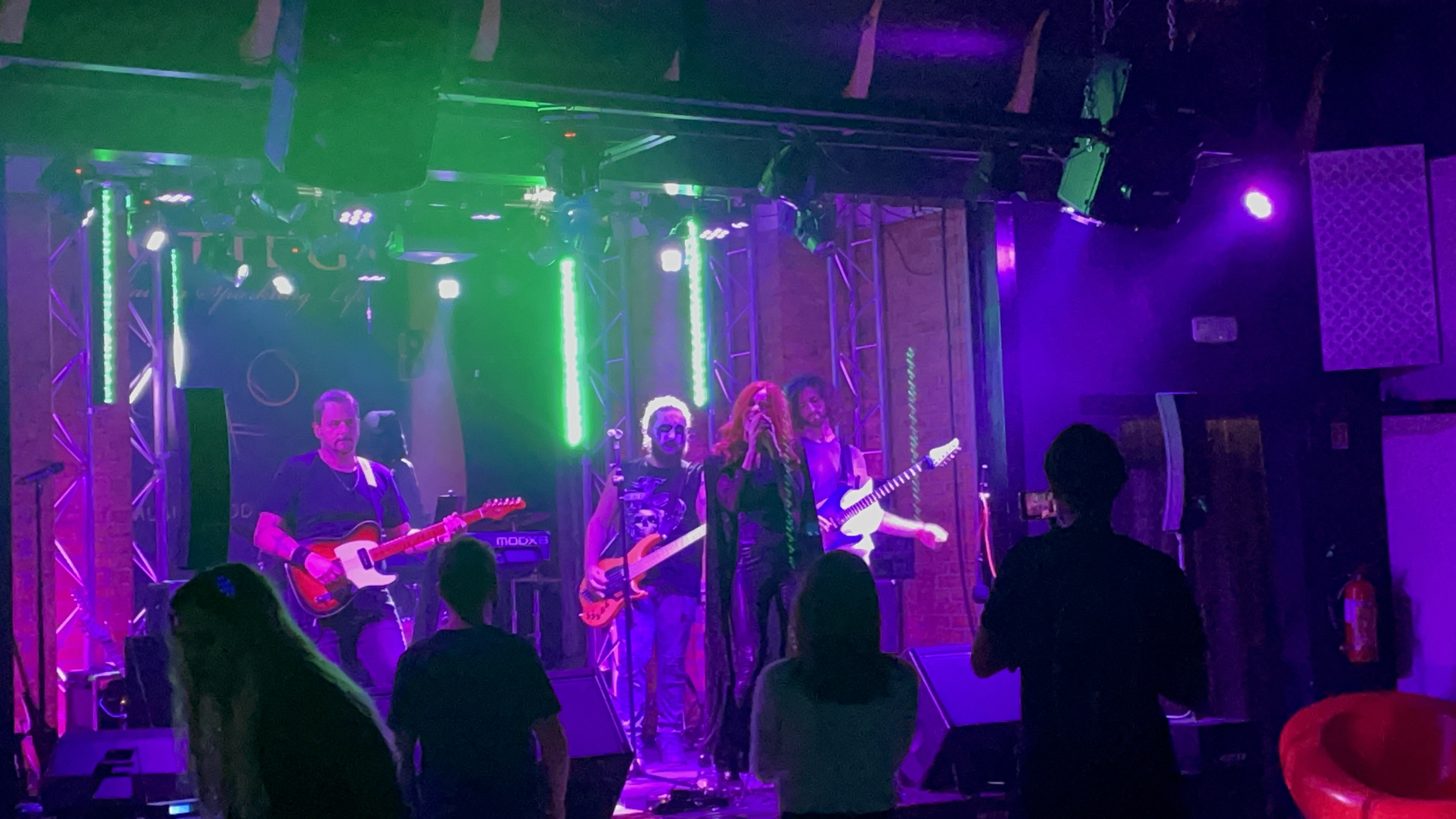
I Degrees of Truth in concerto presso XO Club di Magenta

## Storia del gruppo

### Gli esordi
La band nasce nel 2014, quando il tastierista Gianluca Parnisari fonda un progetto musicale finalizzato ad unire sonorità cinematografiche con l'elettronica e il metal. Con l'aiuto di Claudia Nora Pezzotta alla voce e Graziano Franchetti alla chitarra elettrica, comincia la stesura del disco d'esordio che continua anche nel 2015. In quell'anno si aggiungono alla formazione Luca Ravezzani alla batteria e Matteo Clark al basso. Nel 2016 la band ottiene un accordo discografico con la Underground Symphony e in ottobre esce il primo full-length album "The Reins of Life".

### L'EPLifeless, Faultlesse il secondo album
Nel 2017 siglano un contratto con la Volcano Records per pubblicare un EP intitolato Lifeless, Faultless. Nell'EP, Matteo Clark lascia il posto al nuovo bassista Samuele di Nardo. I Degrees continuano a suonare in giro per l'Italia a supporto di band del calibro di Elvenking, Temperance e altri ancora. L'anno successivo Andrea Boma Boccaruso diventa il nuovo chitarrista del gruppo. Il titolo, la copertina e la tracklist di Time Travel Artifact sono stati annunciati ad aprile e l'uscita dell'album è stata fissata per giugno 2019. Il secondo disco è stato anticipato dal primo singolo con videoclip Long Way, Silk Road, pubblicato il 19 aprile 2019. A dicembre è stato reso pubblico un cambio di formazione: Daniele Brianza e Lorenzo Corsalini sono diventati rispettivamente chitarra solista e ritmica. Due mesi dopo Claudia Beltrame subentra a Claudia Nora Pezzotta alla voce.

### A L C H E M I S T S
Durante il periodo di lockdown, i Degrees of Truth hanno pubblicato una registrazione in split screen del loro singolo The World Beneath My Feet e Proximate. Nel 2022 la band ha annunciato di essere al lavoro su nuovo materiale. Nel Febbraio 2023 i Degrees of Truth hanno annunciato di aver firmato un contratto con la Scarlet Records per la pubblicazione di nuovi album in studio, il primo dei quali sarà "A L C H E M I S T S" in uscita il 23 Giugno 2023. A precedere l'album sono stati svelati i due singoli Flightmare e Over The Tide.

## Discografia
- The Reins of Life (2016)
- Lifeless, Faultless (2017)
- Time Travel Artifact (2019)
- A L C H E M I S T S (2023)

## Formazione

### Formazione attuale
- Claudia Beltrame - voce (2020-presente)
- Gianluca Parnisari - tastiere, pianoforte (2014-presente)
- Daniele Brianza - chitarra solista (2019-presente)
- Lorenzo Corsalini - basso (2019-presente)
- Luca Ravezzani - batteria (2014-presente)

### Ex componenti
- Matteo Clark - basso (2014-2017)
- Graziano Franchetti - chitarra elettrica (2014-2018)
- Andrea "Boma" Boccaruso - chitarra elettrica (2018-2019)
- Claudia Nora Pezzotta - voce (2014-2020)
- Samuele di Nardo - basso (2017-2021)
- Michele di Nuzzo - basso (2021)

## Stile e influenze
La band prende ispirazione da diversi generi e stili musicali, come le colonne sonore, il metal sinfonico, la musica elettronica e il progressive.